# 戴德縣 (喬治亞州)

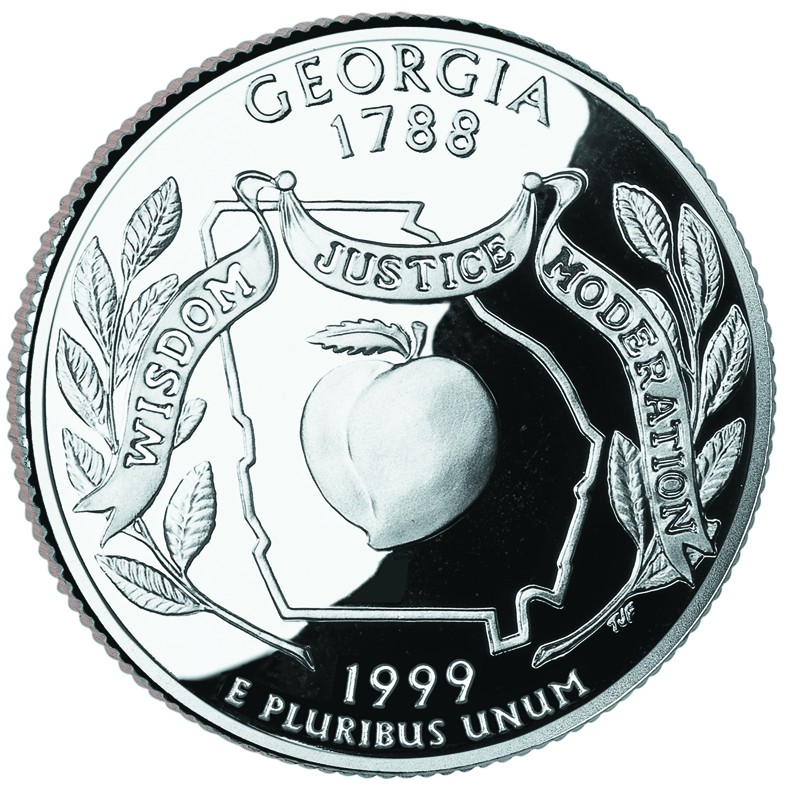
喬治亞州發行的美國50州紀念幣，可以看到缺了戴德縣

戴德縣（英語：Dade County）是美國喬治亞州西北角的一個縣，北鄰田納西州，西南鄰阿拉巴馬州。面積1,158平方公里。根據美國2000年人口普查，共有人口15,154人，2005年人口16,040 人。縣治特靈頓（Trenton）。
成立於1833年12月25日。縣名紀念紀念在第二次塞米諾爾戰爭中被殺的法蘭西斯·蘭霍恩·戴德（Francis Langhorne Dade）。

## 趣聞
- 在喬治亞州發行的美國50州紀念幣上缺了一該縣，令其聲名大噪。據說是當地的一名政客威脅如果該州不脫離聯邦，就要脫離喬治亞州。而直到1945年，即美國內戰後80年，該縣才通過決議重新加入區劃。
- 直到1839年購入克勞德蘭峽谷（Cloudland Canyon）為止，由於缺乏道路連接，從喬治亞州其他地區進入該縣，需要繞道相鄰的兩個州。